# Druckgerät
Der Begriff Druckgerät wird durch die Druckgeräterichtlinie definiert, die ihn als allgemeinen Begriff für unter Druck stehende Produkte einführt. Der Begriff Druckgerät entstammt der Übersetzung der englischen Bezeichnung pressure equipment.
Gemäß der genannten Richtlinie gelten nachstehende Produkte als Druckgerät:
- Behälter (unbefeuerte Druckbehälter)
- Dampfkessel,
- Rohrleitungen,
- druckhaltende Ausrüstungsteile,
- Ausrüstungsteile mit Sicherheitsfunktion

mit einem inneren Druck von mehr als 0,5 bar.
Für ortsbewegliche Druckgeräte (beispielsweise Gasflaschen, Druckfässer, bis hin zu Tankcontainern) gilt die Richtlinie 2010/35/EU über ortsbewegliche Druckgeräte.

## Behälter
Ein Behälter ist ein geschlossenes Bauteil, das zur Aufnahme von unter Druck stehenden Fluiden ausgelegt und gebaut ist, einschließlich der direkt angebrachten Teile bis hin zur Vorrichtung für den Anschluss an andere Geräte. Ein Behälter kann mehrere Druckräume haben.

## Rohrleitung
Rohrleitungen sind zur Durchleitung von Fluiden bestimmte Leitungsbauteile, die für den Einbau in ein Drucksystem miteinander verbunden sind. Zu Rohrleitungen zählen insbesondere Rohre oder Rohrsysteme, Rohrformteile, Ausrüstungsteile, Ausdehnungsstücke, Schlauchleitungen oder gegebenenfalls andere druckhaltende Teile. Wärmetauscher aus Rohren zum Kühlen oder Erhitzen von Luft sind Rohrleitungen gleichgestellt.

## Druckhaltende Ausrüstungsteile
Einrichtungen mit einer Betriebsfunktion, die ein druckbeaufschlagtes Gehäuse aufweisen. Das druckhaltende Ausrüstungsteil kann beispielsweise durch Schrauben, Hartlöten, Weichlöten oder Schweißen mit anderen Druckgeräten verbunden werden. Zu den drucktragenden Bauteilen gehören insbesondere Armaturen, Gehäuse von Messeinrichtungen, Bezugsgefässe/Standflaschen und Schaugläser.
Nicht zu den druckhaltenden Ausrüstungsteilen zählen folgende Beispiele:
- Sicherheitsventile (ein Ausrüstungsteil mit Sicherheitsfunktion)
- Deckel, Ringbund, Dichtungen, Flansche, Bolzen (Bauteile von Druckgeräten).

## Ausrüstungsteile mit Sicherheitsfunktion
Einrichtungen, die zum Schutz des Druckgeräts bei einem Überschreiten der zulässigen Grenzen bestimmt sind. Diese Einrichtungen umfassen
- Einrichtungen zur unmittelbaren Druckbegrenzung wie Sicherheitsventile, Berstscheibenabsicherungen, Knickstäbe, gesteuerte Sicherheitseinrichtungen (CSPRS)
- Begrenzungseinrichtungen, die entweder Korrekturvorrichtungen auslösen oder ein Abschalten oder Abschalten und Sperren bewirken wie Druck-, Temperatur- oder Fluidniveauschalter sowie mess- und regeltechnische Schutzeinrichtungen (SRMCR).

## Baugruppe
Wenn Druckgeräte als funktionelle Einheit mit den montierten Ausrüstungsteilen in Verkehr gebracht werden, dann unterliegt diese Baugruppe der Druckgeräterichtlinie. Hierzu können z. B. gehören: Kälteanlagen, Dampfkesselanlagen, Flüssiggasbehälteranlagen etc. Unter den Begriff kann auch ein komplettes Kraftwerk fallen, wenn der Errichter die Anlage schlüsselfertig erstellt. Vormontierte, verwendungsfertige Anlagen werden auch als Package Unit bezeichnet.